# Арашенда (Мцхетский муниципалитет)
Арашенда (груз. არაშენდა) — село в Грузии, на территории Мцхетского муниципалитета края (мхаре) Мцхета-Мтианети.

## География
Село находится в центральной части Грузии, к югу от реки Тезами (левый приток Арагви), на расстоянии приблизительно 6 километров (по прямой) к северо-востоку от города Мцхета, административного центра края и муниципалитета. Абсолютная высота — 704 метра над уровнем моря.

## Население
По результатам официальной переписи населения 2014 года в Арашенде проживало 226 человек (104 мужчины и 122 женщины). В национальной структуре населения грузины составляли 99,6 %.
| Год  | Население, человек |
| ---- | ------------------ |
| 2002 | 203                |
| 2014 | ↗ 226              |